# Vallisneria rubra
Vallisneria rubra är en dybladsväxtart som först beskrevs av Alfred Barton Rendle, och fick sitt nu gällande namn av Les och Surrey Wilfrid Laurance Jacobs. Vallisneria rubra ingår i släktet Vallisneria och familjen dybladsväxter. Inga underarter finns listade.